# Alineamiento morfosintáctico

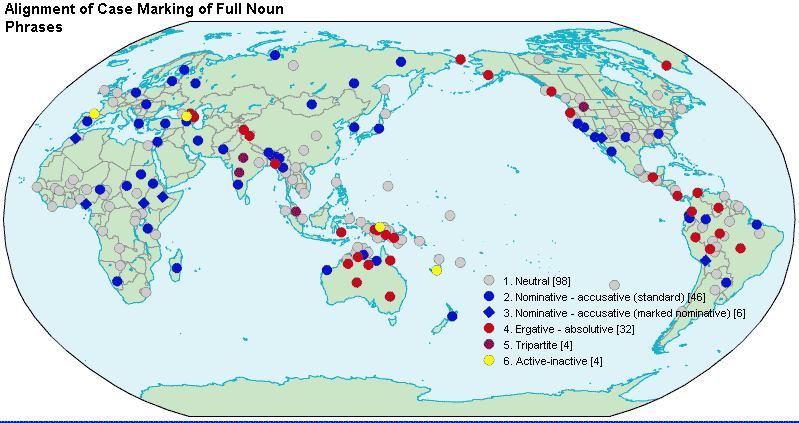
Alineamiento morfológico: Neutral (sin caso morfológico explícito) [51,6%], Nominativo-acusativo [ S/A, P] (estándar: acusativo o nominativo marcados [24,2%], marcado: solo nominativo marcado explícitamente [3,2%], Ergativo-Absolutivo [S/P, A] [16,8%], Activo-inactivo [S_{P}/P, S_{A}/A] [2,1%] y Tripartito [S, A, P](tres marcas diferentes para S, A, P) [2,1%].

El alineamiento morfosintáctico es un término que se emplea para describir la forma en que se marcan los argumentos de verbos transitivos e intransitivos en las oraciones de algunas lenguas. Desde esta visión, la mayoría de las lenguas se pueden clasificar bien como nominativo-acusativas o bien como ergativo-absolutivas (un tercer tipo es el alineamiento activo-inactivo y alineamientos mixtos de los tipos anteriores).
Un ejemplo de lengua nominativo-acusativa es el francés, mientras que el euskera es una lengua ergativa-absolutiva. Las siguientes dos oraciones ilustran el alineamiento de ambas (véase imagen de ejemplo):
(francés)
(1.ª) il est arrivé = '(él) ha llegado'
(2.ª) il le voit = '(él) lo ve'
(euskera)
(1b) gizona etorri da = 'el hombre ha llegado'
(2b) gizonak mutila ikusi du = 'el hombre ha visto al chico'

## Alineamientos básicos
El alineamiento morfosintáctico es uno de los parámetros tipológicos más importantes de una lengua, ya que casi todas las demás áreas de la gramática se ven afectadas por el tipo de alineamiento. El alineamiento sirve para interpretar el papel temático de cada uno de los participantes en una acción verbal (agente, paciente, tema, experimentador, etc.).
Es de aceptación general que existen tres tipos de alineamientos básicos en las lenguas del mundo. Para explicar los tres alineamientos básicos es común introducir los siguientes tipos de participantes:
- Sujeto intransitivo activo (Sa) o único participante de una predicación interpretable como agente.
- Sujeto intransitivo inactivo (So) o único participante de una predicación interpretable como experimentador, experimentador o tema.
- Sujeto transitivo activo (A), en una oración transitiva, el que resulta interpretable como agente.
- Objeto directo inactivo (O), en una oración transitiva, el que resulta interpretable como tema o paciente.

De acuerdo con esta clasificación de los participantes, son frecuentes los siguientes alineamientos:
- Nominativo-acusativo, es el tipo de alineamiento en que Sa, So y A son tratados de la misma manera (nominativo) y O es tratado diferentemente (acusativo). De las lenguas con caso morfológico explícito, en torno al 55% de las lenguas tienen este tipo de alineamiento.[4]
- Ergativo-absolutivo, es el tipo de alineamiento donde Sa, So y O son tratados de la misma manera (absolutivo) y A es tratado diferente (ergativo). De las lenguas con caso morfológico explícito, el 35% tienen este tipo de alineamiento.[5]
- Activo-inactivo, es el tipo de alineamiento donde Sa y A tienen el mismo tipo de tratamiento (activo) y So y O tienen tratamiento inactivo. Este tipo de alineamiento aparece en torno al 5% de las lenguas con caso explícito.
- Tripartito, en el que S, A y O reciben una marca diferente cada uno de ellos, por lo que existen tres marcas en lugar de dos como en los tres sistemas anteriores. Este tipo de alineamiento aparece en torno al 5% de las lenguas con caso explícito.

Este alineamiento puede ser expresado mediante procedimientos varios, como adposiciones o partículas, afijos verbales, orden de los constituyentes, entonación o una combinación de esos procedimientos.

## Ejemplos

### Lenguas nominativo-acusativas
El náhuatl es un ejemplo de lengua nominativo-acusativa que tiene la posibilidad de marcar tanto el verbo como el agente y como el paciente de una acción, cuando aparecen dos intervinientes. Las formas intransitivas del verbo itta 'ver' son:
|                    | 1.ª singular | 2.ª singular | 3.ª singular | 1.ª plural      | 2.ª plural     | 3.ª plural   |
| ------------------ | ------------ | ------------ | ------------ | --------------- | -------------- | ------------ |
| forma intransitiva | niitta 'veo' | tiitta 'ves' | Øitta 've'   | tiittah 'vemos' | amittah 'véis' | Øittah 'ven' |

El alineamiento nominativo-acusativo de las lenguas se aprecia cuando se comparan las formas anteriores con las formas transitivas con dos participantes: agente (azul) y paciente o tema (rojo):
|              | 1.ª singular        | 2.ª singular         | 3.ª singular                   | 1.ª plural             | 2.ª plural             | 3.ª plural                           |
| ------------ | ------------------- | -------------------- | ------------------------------ | ---------------------- | ---------------------- | ------------------------------------ |
| 1.ª singular | ninoitta 'me veo'   | tinechitta 'me ves'  | Ønechitta 'me ve'              |                        | annechittah 'me véis'  | Ønechittah 'me ven'                  |
| 2.ª singular | nimitzitta 'te veo' | timoitta 'te ves'    | Ømitzitta 'te ve'              | timitzittah 'te vemos' |                        | Ømitzittah 'te ven'                  |
| 3.ª singular | nikiitta 'lo veo'   | tikiitta 'lo ves'    | moitta 'se ve' Økiitta 'lo ve' | tikiittah 'lo vemos'   | ankiittah 'lo véis'    | Økiittah 'lo ven'                    |
| 1.ª plural   |                     | titechitta 'nos ves' | Øtechitta 'nos ve'             | titoittah 'nos vemos'  | antechittah 'nos véis' | Øtechittah 'nos ven'                 |
| 2.ª plural   | namechitta 'os veo' |                      | Øamechitta 'os ve'             | tamechittah 'os vemos' | ammoittah 'os véis'    | Øamechittah 'os ven'                 |
| 3.ª plural   | nikimitta 'los veo' | tikimitta 'los ves'  | 'Økimitta 'los ve'             | tikimittah 'los vemos' | ankimittah 'los véis'  | moittah 'se ven' Økimittah 'los ven' |

Los morfemas en verde indican que se trata de una forma reflexiva.

### Lenguas ergativo-absolutivas
El euskera es una lengua consistentemente ergativa que marca el paciente y el agente en la forma verbal conjugada (generalmente, el auxiliar *ukan 'haber' o izan 'ser'). La siguiente tabla muestra la conjugación de presente del verbo ikusi mediante el verbo auxiliar; todas las formas tienen la forma:
ikusten + AUXILIAR
En la siguiente tabla se han incluido tanto las formas formales o de respeto en la segunda persona (fr.) como las informales de masculino (m. inf.) y femenino (f. in.).
|              | 1.ª singular                                     | 2.ª singular                                                                  | 3.ª singular                                    | 1.ª plural                                           | 2.ª plural                  | 3.ª plural                                          |
| ------------ | ------------------------------------------------ | ----------------------------------------------------------------------------- | ----------------------------------------------- | ---------------------------------------------------- | --------------------------- | --------------------------------------------------- |
| 1.ª singular |                                                  | ikusten nauk (m.in.) ikusten naun (f.in.) ikusten nauzu (fr.) 'me ves'        | ikusten nauØ 'me ve'                            |                                                      | ikusten nauzue 'me véis'    | ikusten naute 'me ven'                              |
| 2.ª singular | ikusten haut (in.) ikusten zaitut (fr.) 'te veo' |                                                                               | ikusten hauØ (in.) ikusten zaituØ (fr.) 'te ve' | ikusten haugu (in.) ikusten zaitugu (fr.) 'te vemos' |                             | ikusten haute (in.) ikusten zaituzte (fr.) 'te ven' |
| 3.ª singular | ikusten dut 'lo veo'                             | ikusten duk (m.in.) ikusten dun (f.in.) ikusten duzu (fr.) 'lo ves'           | ikusten duØ 'lo ve'                             | ikusten dugu 'lo vemos'                              | ikusten duzue 'lo véis'     | ikusten dute 'lo ven'                               |
| 1.ª plural   |                                                  | ikusten gaituk (m.in.) ikusten gaitun (f.in.) ikusten gaituzu (fr.) 'nos ves' | ikusten gaituØ 'nos ve'                         |                                                      | ikusten gaituzue 'nos véis' | ikusten gaituzte 'nos ven'                          |
| 2.ª plural   | ikusten zaituztet 'os veo'                       |                                                                               | ikusten zaituzteØ 'os ve'                       | ikusten zaituztegu 'os vemos'                        |                             | ikusten zaituztete 'os ven'                         |
| 3.ª plural   | ikusten ditut 'los veo'                          | ikusten dituk (m.in.) ikusten ditun (f.in.) ikusten dituzu (fr.) 'los ves'    | ikusten dituØ 'los ve'                          | ikusten ditugu 'los vemos'                           | ikusten dituzue 'los véis'  | ikusten dituzte 'los ven'                           |

El carácter ergativo de la lengua aparece claro cuando se compara lo anterior con las formas intransitivas con un solo participante (en este caso el auxiliar será izan):
|                    | 1.ª singular         | 2.ª singular                                 | 3.ª singular       | 1.ª plural              | 2.ª plural                 | 3.ª plural            |
| ------------------ | -------------------- | -------------------------------------------- | ------------------ | ----------------------- | -------------------------- | --------------------- |
| forma intransitiva | igo naiz 'he subido' | igo haiz (inf.) igo zara (for.) 'has subido' | igo da 'ha subido' | igo gara 'hemos subido' | igo zarete 'habéis subido' | igo dira 'han subido' |

### Lenguas mixtas
Otro grupo de lenguas no son consistentemente ergativas o consistentemente acusativas, sino que, dependiendo de ciertos factores (normalmente una jerarquía de animacidad), usan un marcaje nominativo-acusativo en unos casos y ergativo-absolutivo en otros. Ese fenómeno se conoce como ergatividad escindida.
El mapuche central es un ejemplo de ese tipo de comportamiento[cita requerida]. Las formas intransitivas del verbo 'mirar' son:
|                    | 1.ª singular | 2.ª singular      | 3.ª singular | 1.ª dual/plural                  | 2.ª dual/plural                       | 3.ª dual/plural |
| ------------------ | ------------ | ----------------- | ------------ | -------------------------------- | ------------------------------------- | --------------- |
| forma intransitiva | lelin 'miré' | leliymi 'miraste' | leliy 'miró' | leliyu (d) leliiñ (pl) 'miramos' | leliymu (d) leliymün (pl) 'mirasteis' | leliy 'miraron' |

El alineamiento mixto de las lenguas se aprecia en una de las formas transitivas con dos participantes: agente (azul) y paciente o tema (rojo):
|              | 1.ª singular       | 2.ª singular           | 3.ª singular                              | 1.ª dual               | 2.ª dual                 | 3.ª dual                                     | 1.ª plural             | 2.ª plural                | 3.ª plural                                   |
| ------------ | ------------------ | ---------------------- | ----------------------------------------- | ---------------------- | ------------------------ | -------------------------------------------- | ---------------------- | ------------------------- | -------------------------------------------- |
| 1.ª singular | leliwün 'me miré'  | lelien 'me miraste'    | lelieneo 'me miró'                        |                        | lelimun 'me mirasteis'   | lelieneo 'me miraron'                        |                        | lelimun 'me mirasteis'    | lelieneo 'me miraron'                        |
| 2.ª singular | lelieyu 'te miré'  | leliwimi 'te miraste'  | *lelieymimeo *lelieymeo 'te miró'         | leliwiñ 'te miramos'   |                          | *lelieymimeo *lelieymeo 'te miraron'         | leliwiñ 'te miramos'   |                           | *lelieymimeo *lelieymeo 'te miraron'         |
| 3.ª singular | lelifin 'lo miré'  | lelifimi 'lo miraste'  | lelifiy (dir.) lelieyeo(inv.) 'lo miró'   | lelifiyu 'lo miramos'  | lelifimu 'lo mirasteis'  | lelifiy (dir.) lelieyeo (inv.) 'lo miraron'  | lelifiiñ 'lo miramos'  | lelifimün 'lo mirasteis'  | lelifiy (dir.) lelieyeo (inv.) 'lo miraron'  |
| 1.ª dual     |                    | lelimuyu 'nos miraste' | lelieyumeo 'nos miró'                     | leliwiyu 'nos miramos' | lelimuyu 'nos mirasteis' | lelieyumeo 'nos miraron'                     |                        | lelimuyu 'nos mirasteis'  | lelieyumeo 'nos miraron'                     |
| 2.ª dual     | leliwiñ 'os miré'  |                        | lelieymumeo 'os miró'                     | leliwiñ 'os miramos'   | leliwimu 'os mirasteis'  | lelieymumeo 'os miraron'                     | leliwiñ 'os miramos'   |                           | lelieymumeo 'os miraron'                     |
| 3.ª dual     | lelifin 'los miré' | lelifimi 'los miraste' | lelifiy (dir.) lelieyeo (inv.) 'los miró' | lelifiyu 'los miramos' | lelifimu 'los mirasteis' | lelifiy (dir.) lelieyeo (inv.) 'los miraron' | lelifiiñ 'los miramos' | lelifimün 'los mirasteis' | lelifiy (dir.) lelieyeo (inv.) 'los miraron' |
| 1.ª plural   |                    | lelimuiñ 'nos miraste' | lelieiñmeo 'nos miró'                     |                        | lelimuiñ 'nos mirasteis' | lelieiñmeo 'nos miraron'                     | leliwiiñ 'nos miramos' | lelimuiñ 'nos mirasteis'  | lelieiñmeo 'nos miraron'                     |
| 2.ª plural   | leliwiñ 'os miré'  |                        | lelieymünmeo 'os miró'                    | leliwiñ 'os miramos'   |                          | lelieymünmeo 'os miraron'                    | leliwiñ 'os miramos'   | leliwimün 'os mirasteis'  | lelieymünmeo 'os miraron'                    |
| 3.ª plural   | lelifin 'los miré' | lelifimi 'los miraste' | lelifiy (dir.) lelieyeo (inv.) 'los miró' | lelifiyu 'los miramos' | lelifimu 'los mirasteis' | lelifiy (dir.) lelieyeo (inv.) 'los miraron' | lelifiiñ 'los miramos' | lelifimün 'los mirasteis' | lelifiy (dir.) lelieyeo (inv.) 'los miraron' |

Los morfemas en verde indican que se trata de una forma reflexiva.

### Lenguas activo-inactivas
Este tipo de alineamiento es muy frecuente, por ejemplo, entre las lenguas arawak. Por ejemplo ha sido muy bien estudiado en lokono y lenguas cercanamente emparentadas, como el guajiro. También algunas lenguas otomangueanas, como el idioma amuzgo y el chocho, presentan este tipo de alineamiento.
Algunos autores, como Dixon, han propuesto que las lenguas activo-inactivas pueden interpretarse como lenguas con ergatividad escindida controlada por el significado del verbo intransitivo, lo cual es formalmente correcto pero tal vez induce erróneamente a considerar estas lenguas un caso particular de lengua ergativa.